# Tōyō-Kanji
Die Tōyō-Kanji (jap. 当用漢字, dt. „Kanji für den täglichen Gebrauch“) sind die ersten von der Regierung empfohlenen Kanji. Sie umfassen 1850 Zeichen und wurden am 16. November 1946 vom japanischen Bildungsministerium festgelegt.
Die Tōyō-Kanji wurden im Jahre 1981 von den Jōyō-Kanji abgelöst, die 1945 Schriftzeichen beinhalten. Bis dahin bildeten die Tōyō-Kanji zusammen mit den Kana die Basis des japanischen Schriftsystems. Für die Schulen wurde ein fester Lehrplan erstellt.
Mit der Einführung der Tōyō-Kanji wurden einige Schriftzeichen vereinfacht, um das Erlernen zu erleichtern und die Zeichen besser erkennbar zu machen. So wurde keizai (Wirtschaft) von 經濟 nach 経済 verkürzt. Diese vereinfachten Zeichen werden als Shinjitai bezeichnet.